# Lingue macro-gê
Il gruppo di lingue Macro-Gê (anche denominato Macro-Jê) è un ipotetico macrolinguaggio del Sud America centrato sulla Famiglia linguistica Jê, con tutti gli altri rami, ormai ridotti a singole lingue, a causa di recenti estinzioni delle altre lingue che avrebbero fatto parte del macrolinguaggio. 
La famiglia venne proposta originariamente nel 1926, e, da allora, ha subito moderate modifiche. Nel 1990 Kaufman definì la proposta, "probabile". 

La famiglia Macro-Jê, nella concezione di Kaufman.

## Classificazione
La macrolingua sarebbe formata dalla Famiglia linguistica (Gê) e da una decina di lingue (oggi) isolate, di cui parecchie estinte:
- Lingue gê (16 lingue suddivise in tre rami: Settentrionali (9 lingue), Centrali (4) e Meridionali o Kaingáng (3 lingue ma col maggior numero di locutori, 18.000)
- Lingua Krenak (Botocudo)
- Lingue bororoane
- Lingue kamakã [estinta]
- Lingua karajá
- Lingue kariri [estinte]
- Lingue maxakalí
- Lingua ofayé
- Lingue purí [estinte]
- Lingua rikbaktsá
- Lingue jabuti [probabilmente estinte]

Eduardo Ribeiro dell'Università di Chicago ha escluso che altri linguaggi, che precedentemente erano stati inclusi, come la Lingua Yatê (o Fulniô] e la  Lingua Guató appartengano Macro-Je.

### Validità del macro-jê
Secondo Rivail Ribeiro e Van Der Voort, il macro-jê resta un'ipotesi e non può essere vista come una Famiglia linguistica chiaramente definita. Uno dei problemi principali è l'inclusione o meno di alcuni gruppi di lingue nel macro-jê, problema accentuato dalla sparizione di molte lingue che sarebbero appartenute al macrolinguaggio.